# Original
Original is een lied van de Nederlandse rapper Cho in samenwerking met de Britse zangeres Stefflon Don. Het stond in 2021 als zesde track op het album Chosen van Cho.

## Achtergrond
Original is geschreven door Giovanni Rustenberg, Stephanie Victoria Allen en Tevin Irvin Plaate en geproduceerd door Spanker. Het is een nummer dat past in het genre hiphop en wordt deels in het Nederlands en deels in het Engels gezongen. In het lied rappen en zingen de artiesten over hun authenticiteit en hun unieke kwaliteiten. Het was de tweede keer dat de twee artiesten met elkaar samenwerkten. Dit deden zij eerder op Popalik.

## Hitnoteringen
Ondanks dat het lied niet als single was uitgebracht, hadden de artiesten toch bescheiden succes met het lied in Nederland. Het stond op de 74e plaats van de Single Top 100 in de enige week dat het in deze hitlijst te vinden was. De Top 40 en haar Tipparade werden niet bereikt.